# Siverskodonețk
Severodonețk, transliterat ca Sievierodonețk din toponimul ucrainean Сіверськодонецьк, este un oraș în estul Ucrainei, pe malul stâng al râului Doneț în regiunea Lugansk, reședința raionului Severodonețk. Este unul dintre cele mai importante orașe industriale din Donbas și cel mai mare centru al industriei chimice din Ucraina. Orașul a fost fondat în 1934. După ocuparea Luganskului de către forțele pro-ruse în 2014, Severodonețkul a devenit centru administrativ ucrainean provizoriu al regiunii Lugansk. În 2022 orașul a fost asediat și bombardat de forțele ruse în timpul invaziei ruse a Ucrainei. Împreună cu orașele din apropiere Lisiceansk (109.900 loc.) la sud-vest și Rubejnoe (56.800 loc.) la nord, formează o conurbație alungită cu o populație de 287.000 de oameni. Conform recensământului din 2001, în orașul Severodonețk locuiau 120.000 de persoane, din care 59,0 % erau ucraineni, 38,7 % ruși, 0,6% bieloruși, 1,7% alte naționalități.

## Demografie
Componența lingvistică a orașului Sieverodonețk
     Rusă (69,85%)
     Ucraineană (29,19%)
     Alte limbi (0,11%)
Conform recensământului din 2001, majoritatea populației orașului Sieverodonețk era vorbitoare de rusă (69,85%), existând în minoritate și vorbitori de ucraineană (29,19%).

## Oameni cunoscuți născuți aici
- Nikolai Davîdenko
- Snejana Onopka
- Pavel Gubarev